# Ровине (Градишка)
Ровине су насељено мјесто на подручју града Градишка, Република Српска, БиХ. Према попису становништва из 1991. у насељу је живјело 1.016 становника.
Данас у Ровинама живи доста избјеглих и расељених лица углавном из Доњег Вакуфа. По попису становништва из 2013. године  Ровине имају 1563 становника.

## Становништво
| Националност       | 1991.        | 1981.        | 1971.        | 1961. |
| Муслимани          | 577 (56,79%) | 493 (50,35%) | 491 (58,73%) |       |
| Срби               | 304 (29,92%) | 295 (30,13%) | 287 (34,33%) |       |
| Југословени        | 96 (9,44%)   | 152 (15,52%) | 1 (0,11%)    |       |
| Хрвати             | 18 (1,77%)   | 14 (1,43%)   | 30 (3,58%)   |       |
| остали и непознато | 21 (2,06%)   | 25 (2,55%)   | 27 (3,22%)   |       |
| Укупно             | 1.016        | 979          | 836          | '     |

| Демографија | Демографија | Демографија |
| Година      | Становника  | Становника  |
| ----------- | ----------- | ----------- |
| 1961.       | 641         |             |
| 1971.       | 836         |             |
| 1981.       | 979         |             |
| 1991.       | 1.022       |             |